# El Chornaler
El Chornaler va ser un setmanari obrer d'orientació anarcocomunista amb seu a València i distribució al País Valencià i Catalunya. Va sortir a la llum el 22 de desembre del 1883 i va ser publicat cada dissabte fins al número 25, el 7 de juny del 1884. D'estil directe i revolucionari, va ser multat diverses vegades pel governador provincial José Botella (Partit Conservador), qui va recollir el número 26 abans de la seva distribució i va suspendre el periòdic. El setmanari va ser dirigit pel dirigent anarquista del ram de la construcció Joaquim Payà, i va tenir un cert ressò i influència entre els entorns anarquistes i socialistes de l'època. Va ser publicat inicialment en català i va passar a ser bilingüe en castellà a partir del tercer número. La majoria d'articles eren de prosa però també s'hi van incloure alguns poemes.

## Setmanari anarquista
El subtítol d'El Chornaler era "Periodic defensor dels que treballen y no menchen. Enemic asserrim dels que menchen y no treballen." Actuava com a portaveu de la "Societat d'Obrers de la Vila, inscrits en l'Internacional".
En les seves primer línies escrivia:
| « | Nosatros, esclaus tota la vida del tiranic capital, tota la vida sufrint les consecuencies d'una criminal esplotasió, al alsar la veu, no ha de ser pera adornarla en les gales de la poesia, si nos pera esposar clar i net, encara rudament, quin es el que no aqueixa á la clase treballaora, d'ahon prevé, y quins son els michos pera conseguir la curasió. | » |
| — El Chornaler, núm 1, p. 1, Citat a Movimientos Sociales y Estado en la España Contemporánea, p. 187. | |   |

El setmanari feia referència als sous miserables, les pèssimes condicions de treball, i la necessitat de destruir la divisió de classes mitjançant l'anarquia, la federació i el col·lectivisme:
| «                                                                                                 | [L'anarquia és] la negació de tota organisasió política, sivil, militar o relichiosa, es tota societat que estiga despojá de mando, de dominio o autoritat | » |
| — "¿Qué es anarquía?", El Chornaler, València (29 desembre 1883), Citat a La sociedad libertaria. | |   |

| «                                                                        | A TOTS EL QUE SOFRIXEN Y TREBALLEN PER LA GRAN CAUSA DEL PROLETARIAT. Compañeros: al comensar nostres treballs, mos creem en el deure de dirichirvos la mes profunda espresió dels nostres sentiments de simpatía y adhesió hásia vosatros que treballeu en tant d'entusiasme per la gran causa, y sufriu en tanta abnegasió les persecusions y arbitrarietats del tiranic Capital. […] el moment históric nostre ya ha aplegat, el edifisi ha comsat a construirse y se basa en solits fonaments, cuant fasen els enemics del treball, pera destruirnos es inútil, la unió dels treballadors comensa a ser un fet. […] compañeros: ¡Abais la esplotasió del hóme pel hóme! ¡abaix els sánganos de la gran colmena que menchen, disfruten y no treballen! ¡Pas al Progrés! ¡¡Viva la Revolusió Sosial!! | » |
| — El Chornaler, Història de la comunicació: València, 1790-1898, p. 261. | |   |

Joaquim Payà, redactor de bona part dels articles a vegades signant com a "Un Albañil", va ser efectivament paleta, dirigent del ram de la construcció i president de La Constructora, societat obrera de la ciutat de València. Inicialment anarquista, entre el 1902 i el 1913 va ser militant del republicanisme federal i del blasquisme, essent escollit regidor a l'Ajuntament de València.